# Диспетчерская улица
Диспе́тчерская улица — улица в Московском районе Санкт-Петербурга на территории Авиагородка. Проходит от Штурманской до Рейсовой улицы.

## История
Наименована Диспетчерская улица 15 июля 1976 года, использована авиационная тематика, как и у других улиц Авиагородка.

## Особенности
Почти на всём протяжении идёт параллельно трассе СПбКАД, почти вплотную к ней примыкая. Расположена с внешней стороны КАД и ограничена ей с северо-востока, с юго-запада ограничителем выступает территория дорожно-строительного предприятия ЗАО «Лендорстрой-2». Северное окончание улицы находится под эстакадой КАД, которую она пересекает и под прямым углом соединяется с Рейсовой улицей внутри КАД у южной границы железнодорожной станции Предпортовая.